# Отавио Ботекја
Отавио Ботекја (итал. Ottavio Bottecchia; 1. август 1894 — 15. јун 1927) је бивши италијански професионални бициклиста у периоду од 1922. до 1927. године и двоструки победник Тур де Франса. Ботекја је први Италијан који је победио на Тур де Франсу. Нађен је мртав поред пута 1927. године, разлог смрти није познат.

## Каријера
Ботекја је почео да се бави бициклизмом 1920. године, Теодоро Карниери, председник бициклистичке асосијације, дао му је тркачки бицикл. Првих година није имао запажених резултата. 1923. године возио је свој први и једини Ђиро, где је освојио пето место. Тај резултат привукао је пажњу тада најбољем Француском бициклисти Анрију Пелисјеу, који га је питао да му се придружи у тиму "Automoto - Hutchinson". Пелисје је рекао да је гледао Ботекју на Ђиро од Ломбардија трци и на Милан - Сан Рему и тим је потписао уговор са њим, након чега је Ботекја возио Тур де Франс. Победио је на другој етапи и био је лидер до девете етапе, када га је престигао Пелисје, који је и освојио Тур, Ботекја је завршио други. Пелисје је изјавио да је сигуран да ће га Ботекја престићи следеће године.
1924. Ботекја је победио на првој етапи и био је лидер Тура до краја, победивши на још три етапе, поставши први Италијан који је освојио Тур. Жуту мајицу је носио све време у возу до Милана, путујући трећом класом да уштеди новац.
1925. освојио је други Тур заредом, победио је на четири етапе, а на још пет етапа је завршио други. Ботекји је помагао Лисјен Бис, који је био први радник у историји Тура. Бис је освојио Тур наредне године, а Ботекја више није био онај стари. 1925. освојио је и трку Милана, а 1926. завршио је други на Туру Баскијске земље, док је на Тур де Франсу морао да се повуче током десете етапе.

## Приватни живот
Ботекја је био осмо дете у сиромашној породици у којој је било деветоро деце, ишао је у школу само једну годину. Радио је као обућар, а затим као зидар. Отац их је напустио да би нашао посао у Немачкој. Ботекја се касније оженио и имао је троје деце.
Иако је био социјалиста и имао анти-фашистичка убеђења, Ботекја се придружио Берсаљеријевом корпусу у Италијанској војсци током првог светског рата. Током четири године преносио је поруке и залихе на аустријски фронт, са бициклом на расклапање. Током битке, дошао је у контакт са маларијом и неколико пута је успио да избегне заробљавање. 3. новембра 1917. преживио је напад гасом, а касније је и заробљен, али је успио да побегне. Након повратка на италијански фронт, двапут је ишао у извидницу у Аустријске области. Касније му је додељена бронзана медаља за храброст.
1919. је отишао у Француску где је радио на грађевини. 1921. умрла му је ћерка са седам година.

## Смрт
23. маја 1927. Отавијевог брата, Ђованија, ударио је аутомобил док је возио бицикл, након чега је умро. Ботекја се због тога вратио у Италију, а требало је и да вози Ђиро.
3. јуна 1927. фармери у близини села Пеонис, нашли су Ботекју на улици близу куће, напукле лобање, сломљене кључне кости и осталих костију. Његов бицикл је био мало даље од њега, неоштећен. Није било трагова да га је аутомобил ударио нити је на педалама бицикла или кочницама било нечега што би наговештавало да је изгубио контролу над бициклом и пао. Превезен је у болницу, где је умро 12 дана касније.
Много година касније, фармер из Порденеа је на самрти рекао да је видио човека како једе његово грожђе, бацио је камен да га уплаши али га је погодио. Када је видио ко је то, успаничио се и однио га поред улице.